# Anime工房婆娑羅
有限公司Anime工房婆娑羅（日語：有限会社アニメ工房婆娑羅）是一家位於日本東京都西東京市，專門從事動畫的原畫作業及美術背景製作的日本動畫公司。

## 概要、沿革
1997年，由TAMA PRODUCTION（日語：タマ・プロダクション）出身、動物屋（現在改名為Eclat Animal）的創立人之一，動畫師鈴木信一、美術監督田村盛揮這2人為中心，成立「Anime工房婆娑羅」。
創設初期從總承包商TMS Entertainment（東京電影時期）的電視動畫《麵包超人》開始承包原畫作業起家。2000年代後半起轉向背景製作為中心，由於該公司與動物屋的前同事木上益治也有聯繫，因此跟京都動畫公司成為長期合作的夥伴。
至2015年現在，業務內容從版面設計擴大到動畫、演出。

## 主要參與作品

### 電視動畫
TMS Entertainment
- 麵包超人（1988年－）[1]
- Gallery Fake（日语：ギャラリーフェイク）（2005年）[2]
- 史上最強弟子兼一（2006年－2007年）
- 魯邦三世 -名為峰不二子的女人-（2012年）
- 卡片鬥爭!! 先導者G（2014年－2015年）
- 卡片鬥爭!! 先導者G 齒輪危機篇（2015年－2016年）
- 魯邦三世 (2015年系列)（2015年－播放中）[3]
- 卡片鬥爭!! 先導者G 超越之門篇（2016年）
- 卡片鬥爭!! 先導者 (2018年版)（2018年－）

京都動畫
- CLANNAD（2007年－2008年）
- CLANNAD AFTER STORY（2008年－2009年）
- K-ON！輕音部（2009年）
- 涼宮春日的憂鬱 (2009年版)（2009年）
- K-ON!! 輕音部（2010年）
- 日常（2011年）
- 冰菓（2012年）
- 中二病也想談戀愛！（2012年）
- Free！（共同製作：Animation Do，2013年）
- 中二病也想談戀愛！戀（2014年）
- Free！-Eternal Summer-（共同製作：Animation Do，2014年）
- 甘城輝煌樂園救世主（2014年）
- 奏響吧！上低音號（2015年、2016年）
- 無彩限的幻影世界（2016年）
- 小林家的龍女僕（2017年）

NAZ
- HAMATORA（2014年）
- DRAMAtical Murder（2014年）

Studio Pierrot
- 火影忍者疾風傳（2014年－）
- 小松先生（2015年－2016年）

其它
- 原子小金剛 (2003年版)（總承包商：手塚製作公司，2003年－2004年）
- 太陽默示錄（日语：太陽の黙示録）（總承包商：MADHOUSE，2006年）
- 少女的奇幻森林（總承包商：日本動畫公司，2007年）
- 骷髅13（總承包商：Answer Studio（日语：アンサー・スタジオ），2008年－2009年）
- Angel Beats！（總承包商：P.A. Works，2010年）
- 頭文字D Fifth Stage（總承包商：Synergy SP，2012年）
- 請問您今天要來點兔子嗎？（總承包商：WHITE FOX，2014年）
- 學園奶爸（總承包商：Brain's Base，2018年）

### OVA
- 鴉 -KARAS-（總承包商：龍之子VCR，2006年－2007年）

### 電影動畫
MADHOUSE
- 跳躍吧！時空少女（2006年）
- 琴之森（2007年）

京都動畫
- 涼宮春日的消失（（2010年）
- 小鳥遊六花·改 ～劇場版 中二病也想談戀愛！～[[[Wikipedia:格式手册/链接#章節|錨點失效]]]（2013年）
- 劇場版 境界的彼方 -I'LL BE HERE-－未來篇－（2015年）
- 劇場版 奏響吧！上低音號 ～歡迎加入北宇治高中管樂團～（2016年）
- 莉茲與青鳥（2018年）
- 劇場版 奏響吧！上低音號 ～誓言的終章～（2019年）

其它
- 名偵探柯南：第十四號獵物（總承包商：Kyokuichi東京電影，1998年）
- 劇場版 AIR（總承包商：東映動畫，2005年）
- 翡翠森林狼與羊（總承包商：Group Tac，2005年）

## 相關人物
- 鈴木信一
- 田村盛揮

## 相關項目
- 美術指導
- 日本動畫工作室列表
- 京都動畫